# Antonio Peregrino Benelli
Antonio Peregrino Benelli (Forli, 1771 - Boernichen, 1830) fou un tenor i compositor italià.
La seva primera professió fou la de cantant i treballà com a tenor en diversos teatres d'Itàlia i Alemanya fins que, el 1882 la protecció de Spontini el va fer entrar de professor de cant en l'Òpera de Berlín, favor que ell pagà al cèlebre compositor atacant-lo rudement alguns anys més tard amb motiu de l'estrena de l'òpera Olimpia. Deixà un mètode de cant, algunes composicions per a piano, un Stabat mater a quatre veus, una altra a cinc i alguns fragments vocals.